# Ömer Onan
Ömer Onan, né le 4 février 1978 à Mersin, en Turquie, est un joueur turc de basket-ball. Il évolue au poste d'arrière.

## Carrière
Onan prend sa retraite en tant que joueur en août 2014. Il devient manager de l'équipe professionnelle de Fenerbahçe.

## Palmarès
- Finaliste du championnat du monde 2010
- Finaliste du championnat d'Europe 2001
- Champion de Turquie 1996, 1997, 2002, 2003, 2004 (Efes Pilsen), 2006 (Ülkerspor), 2007, 2008, 2010, 2011, 2014 (Fenerbahçe Ülker)
- Vainqueur de la coupe de Turquie 1996, 1997, 1998, 2001, 2002 (Efes Pilsen), 2010, 2011, 2013 (Fenerbahçe Ülker)
- Vainqueur de la Coupe Korać 1996 (Efes Pilsen)